# Ales Rasanau

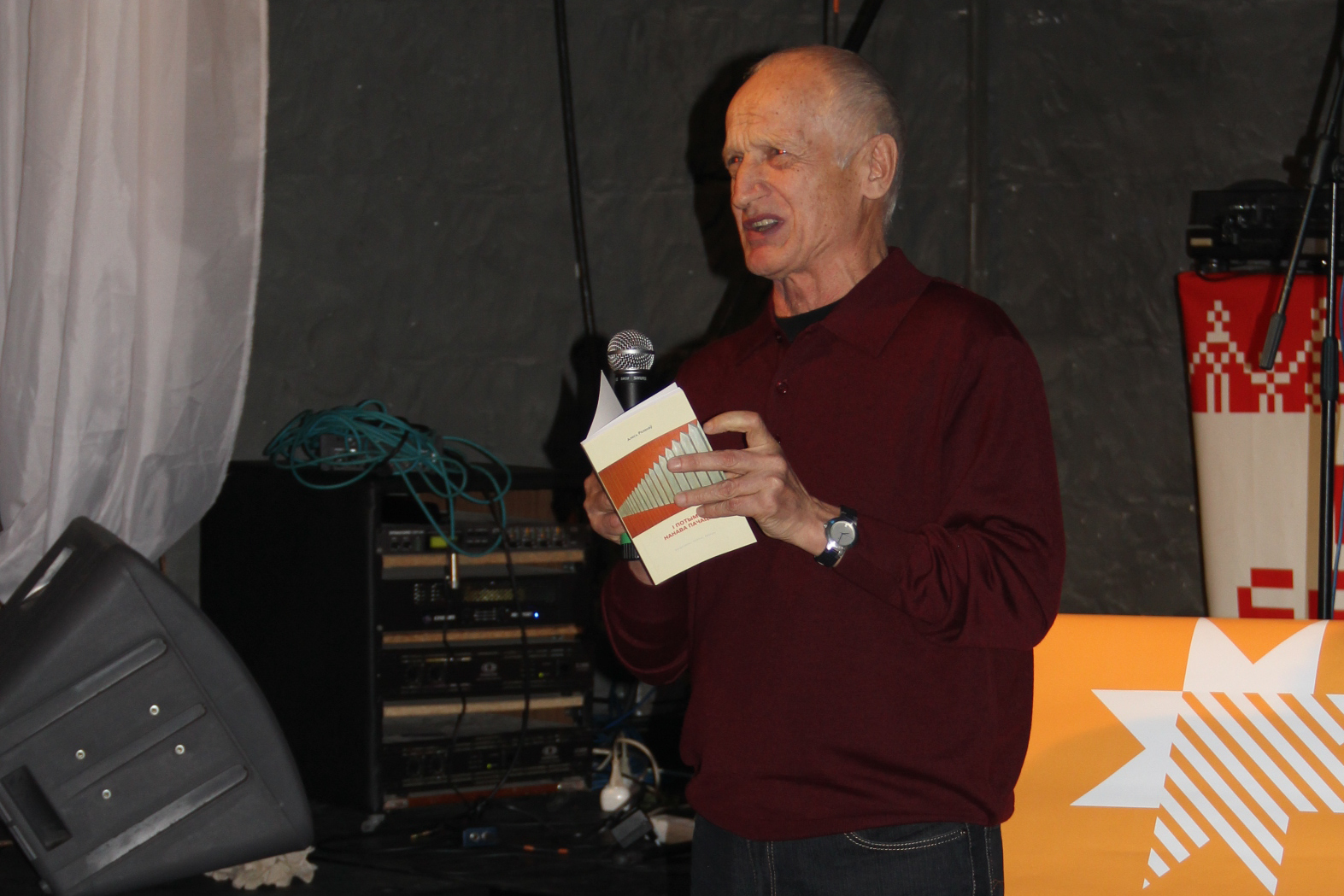
Ales Rasanau bei einem Auftritt in Minsk im Dezember 2011

Ales Szjapanawitsch Rasanau (belarussisch Алесь Сцяпанавіч Разанаў; * 5. Dezember 1947 in Sjalez, Rajon Bjarosa, Weißrussische SSR; † 26. August 2021 in Minsk, Belarus) war ein belarussischer Schriftsteller, Dichter und Übersetzer.

## Leben
Ales Rasanau wurde 1947 in Sjalez (belarussisch Сялец), einer der ältesten Siedlungen in Belarus, geboren. Sein Vater, Stepan Rjazanow, stammte aus der Oblast Tambow. Er war vor dem Zweiten Weltkrieg als Teilnehmer einer geodätischen Expedition nach Belarus gekommen und hatte sich dort niedergelassen.
Auch sein Vater hatte als ehemaliger KZ-Häftling im KZ Sachsenhausen und KZ Mauthausen Gedichte geschrieben. Rasanau begann bereits früh mit dem Schreiben von Gedichten. Schon in der 6. Klasse wurden seine kleinen Werke in der Bezirkszeitschrift Bjaroska (belarussisch „Бярозка“, „Birklein“) gedruckt.
In den Oberklassen besuchte Rasanau oft Sitzungen der literarischen Assoziation der Zeitschrift Beriozka. Er war auch in Brest bei der Sitzung der literarischen Assoziation bei der Bezirkszeitung Zarja. Als er in der 9. Klasse war, geriet er in ein Seminar von jungen Literaten in Karalischtschawitschy. Im Januar 1966 veröffentlichte die Zeitung Literatur und Kunst eine Gedichtsammlung Rasanaus. 1966 schloss er die Schule ab. Danach legte er in Minsk die Aufnahmeprüfung für die philologische Fakultät der Belarussischen Staatsuniversität Minsk ab. Sein in Gedichtform geschriebener Aufnahmeaufsatz wurde später in der Universitätszeitung veröffentlicht.
Neben dem Studium arbeitete er in einem Heizkörperbetrieb in Minsk. In seiner Freizeit besuchte er sowohl einen Literaturzirkel als auch einen Zirkel über die allgemeine gesellschaftspolitische Lage in Belarus. Im Oktober 1968 veröffentlichte er einen Appell an die Leitung der Republik, in dem er forderte, dass die Lehre an der belarussischen Abteilung der philologischen Fakultät in Belarussisch erfolgen sollte. Dieses Schreiben, das von Hunderten von Studierenden unterschrieben wurde, veränderte sein Leben drastisch. Ab diesem Punkt wurde er nicht mehr als ausgezeichneter Schüler, sondern als Rebell gesehen. Im Winter 1969 wurde Rasanau von der Belarussischen Staatsuniversität Minsk exmatrikuliert. Nur dank der Intervention des Schriftstellers Maksim Tank, der zu dieser Zeit Chef des Obersten Sowjets war, wurde es Rasanau erlaubt, sein Studium fortzusetzen, jedoch am Brester Pädagogischen Institut.
Nach seinem Studienabschluss dort im Jahr 1970 arbeitete Rasanau als Lehrer für belarussische Sprache und Literatur an der Mittelschule im Dorf Kruhel des Rajon Kamjanez. In den Jahren 1971 bis 1972 absolvierte er seinen Militärdienst in Waldai.
1970 veröffentlichte Rasanau sein erstes Buch mit dem Titel Renaissance (belarussisch „Адраджэнне“). Obwohl viele Gedichte, die schon früher veröffentlicht worden waren, nicht in dieser Sammlung erschienen und andere rücksichtslos bearbeitet wurden, erfuhr das Buch eine breite öffentliche Resonanz.
Die Veröffentlichung dieses Buches gab Rasanau die Möglichkeit, 1972 Mitglied der belarussischen Sektion im Schriftstellerverband der UdSSR zu werden und damit nach Minsk in die kreative Hauptstadtgesellschaft zurückzukehren. Er bekam eine Anstellung bei der Zeitung Literatur und Kunst. Jedoch ließ ihn sein Ruf als Nationalist nicht allzu lange bei der damals einzigen intellektuellen belarussischen Zeitung bleiben. Er wechselte zur Zeitung Einheimische Natur. Kurz unternahm er eine Dienstreise nach Litauen. Von da an arbeitete er als Dolmetscher. So übersetzte er aus dem Bulgarischen, Slowenischen, Mazedonischen, Serbokroatischen, Deutschen, Polnischen, Tschechischen, Lettischen und aus vielen anderen Sprachen.
Von 1974 bis 1990 arbeitete Rasanau bei der Redaktion der Literaturkritik des Verlages „Schöngeistige Literatur“. Ab 1989 war er Vizepräsident der belarussischen P.E.N.-Organisation.
In den 1990er Jahren wurde er zum Chef der belarussischen Roerich-Stiftung und im Jahre 1992 zum wissenschaftlichen Mitarbeiter am nationalen Franzisk-Skarina-Zentrum. Ab 1994 war er stellvertretender Chefredakteur der Zeitschrift Krynica („Quelle“), die er mit Gleichgesinnten gegründet hatte. Er verließ diese Position 1999 auf politischen Druck hin und nahm verstärkt Einladungen aus dem Ausland an, aus Deutschland, Österreich, Finnland, Schweden und Slowenien. So lebte er 2001 auf Einladung des Internationalen Schriftsteller-Parlaments (IPW) in Hannover, das sich 2000 dem Städte-Netzwerk für bedrohte und zensierte Schriftsteller („Cities of Asylum Network“, heute „International Cities of Refuge Network“) angeschlossen hatte, und erhielt dort als erster das hierzu eingerichtete Hannah-Arendt-Jahresstipendium. 2003 lebte er als Stipendiat dieses Netzwerks in Graz, 2007 war er, wie schon 2001, Gast beim Internationalen Literaturfestival Berlin sowie Fellow im Berliner Künstlerprogramm des DAAD. In seinen letzten Jahren lebte er meist in Deutschland. Er schrieb und veröffentlichte auch viele seiner Kurzgedichte auf Deutsch. Er starb im August 2021 im Alter von 73 Jahren in Minsk.

## Schaffen
Ales Rasanau war einer der weltweit bekanntesten belarussischen Dichter der zweiten Hälfte des 20. Jahrhunderts und zu Anfang des 21. Jahrhunderts. Er galt als Meister der Landschaftspoesie mit tiefen philosophisch-psychologischen Inhalten, als Klassiker des freien Verses und als einer der Begründer des belarussischen Haiku. Trotz der unabhängigen Art des Denkens und seiner selbstständigen Schreibweise entwickelte sich die Karriere des Dichters ziemlich glatt. Er war in der belarussischen Literatur als Autor neuer poetischer Formen bekannt.
Er hat aus vielen Sprachen übersetzt, darunter die Komödie Сон у летнюю ноч („Ein Sommernachtstraum“) und zwei weitere Komödien von William Shakespeare (1989), aus dem Litauischen den Roman Час, калі пусцеюць сядзібы („Zeit der verödeten Höfe“) von Jonas Avyžius (1989) und aus dem Lettischen ausgewählte Gedichte von Uldis Bērziņš (2013). Zum hundertsten Geburtstag Janka Kupalas gab er 1982 den Gedichtauswahlband Выйду з сэрцам, як з паходняй!.. („Ich gehe mit dem Herzen, wie mit der Fackel!“) heraus.

## Werke
- 1970: Адраджэньне („Renaissance“)
- 1974: Назаўжды („Für immer“)
- 1976: Каардынаты быцьця („Koordinaten des Daseins“)
- 1981: Шлях — 360 („Der Weg – 360“)
- 1988: Вастрыё стралы („Spitze des Pfeiles“)
- 1992: У горадзе валадарыць Рагвалод („Ragvalod herrscht in der Stadt“)
- 1994: Паляванне ў райскай даліне („Paradiestaljagd“)
- 1995: Zeichen vertikaler Zeit. Poeme, Versetten, Punktierungen, Betrachtungen. (= Erato-Druck. 28). Agora, Berlin 1995, ISBN 3-87008-124-4. (Übersetzerin: Elke Erb).
- 2000: Гліна. Камень. Жалеза („Ton. Stein. Eisen.“)
- 2002: Tanz mit den Schlangen. Gedichtauswahl. (= Erato-Druck. 31). Agora, Berlin 2002, ISBN 3-87008-132-5. (Übersetzer: Elke Erb und Uladsimir Tschapeha).
- 2002: Hannoversche Punktierungen. Nachdichtung: Oskar Ansull. Revonnah-Verlag, Hannover 2002, ISBN 3-934818-51-X.
- 2003: Wortdichte. Steirische Verlags-Gesellschaft, Graz 2003, ISBN 3-85489-100-8.
- 2005: Кніга ўзнаўленняў („Das Buch der Wiederherstellung“)
- 2005: Лясная дарога: версэты („Waldweg“)
- 2006: Каб мелі шчасце ўваскрасаць і лётаць: паэмы („Wenn wir das Glück hätten, aufzuerstehen und zu fliegen“)
- 2006: Der Zweig zeigt dem Baum wohin er wachsen soll. Gedichte. Mit einem Nachwort von Ilma Rakusa. (= Erato-Druck. 33). Agora, Berlin 2006, ISBN 3-87008-137-6.
- 2007: Дождж: возера ў акупунктуры: пункціры („Regen: Der See in der Akupunktur“)
- 2007: Das dritte Auge. Punktierungen. Engeler, Basel/Weil am Rhein 2007, ISBN 978-3-938767-41-2. (Übersetzerin: Elke Erb).
- 2009: Пчала пачала паломнічаць: вершаказы („Die Biene beginnt, zu pilgern“)
- 2009: Сума немагчымасцяў: зномы („Traurigkeit der Unmöglichkeit“)
- 2010: Воплескі даланёю адною: пункціры („Applaus mit einer Hand“)
- 2010: З апокрыфа ў канон: гутаркі, выступленні, нататкі („Von Apokryph zum Kanon: Gespräche, Reden, Artikel“)
- 2011: З: Вяліміра Хлебнікава („3: von Valymyr Hlebnikov“)
- 2011: І потым нанава пачаць: квантэмы, злёсы, вершы („Und dann aufs Neue beginnen“)
- 2011: Der Mond denkt, die Sonne sinnt. Wortdichte. Lohvinau, Minsk 2011, ISBN 978-985-6991-30-4. (Месяц думае, сонца разважае).
- 2016: Von nah und fern. Neue Wortdichte. Vilnius und Minsk, ISBN 978-985-562-051-3.

## Anerkennung
- 1990: Janka-Kupala-Literaturpreis (Літаратурная прэмія імя Янкі Купалы) für das Buch Вастрыё стралы (Pfeilspitze)
- 2003: Herder-Preis der Alfred Toepfer Stiftung F.V.S.
- 2012: Залаты апостраф (Goldener Apostroph)